# Риверсайд (стадион)
«Ри́версайд» (англ. Riverside Stadium) — футбольный стадион в Мидлсбро, Англия. Домашний стадион футбольного клуба «Мидлсбро» с момента постройки — 1995 года. Текущая вместимость 35 100 человек, хотя есть разрешение на расширение до 42 000 мест, если потребуется. Это был первый стадион, разработанный и построенный так, как того требовал доклад Тейлора.

## История
Стадион был построен, чтобы заменить Эйрсом Парк после Доклада Тейлора, который требовал, чтобы все футбольные стадионы были оборудованы только сидячими местами. Мидлсбро был неспособен расширить текущий стадион за пределы занимаемого участка из-за его местоположения в жилой зоне, а расширение стадиона вверх ограничивало вместимость до 20 000 мест. Чиновниками клуба было принято решение построить абсолютно новый стадион. Корпорация «Тиссайд девелопмент» предложила им для развития участок Миддлхэвен у реки Тис.
Новый стадион на 30 000 мест был построен за скромные 16 миллионов фунтов в рекордный срок — 32 недели. Летом 1998 года к западной трибуне было добавлено ещё 5 000 мест. Название стадиона было выбрано поклонниками клуба, после голосования во время заключительной игры на Эйрсом Парк. Другие названия, доступные для голосования были — Миддлхэвен, Эримус и Тиссайд. Стадион был открыт под именем Селлнет Риверсайд (а затем Бритиш Телеком Селлнет Риверсайд) в обмен на спонсорскую поддержку в 3 миллиона фунтов от компании Селлнет по контракту, окончившемуся после сезона 2001-02.
Первая игра была против Челси в присутствии 28 286 зрителей (самая высокая домашняя посещаемость за 14 лет) 26 августа 1995 года. Мидлсбро выиграл игру 2:0, и Крейг Хигнетт имел честь забить первый гол на новом стадионе, Ян Оге Фьёртофт забил второй.
В 2005 году были возрождены старые ворота с Эйрсом Парк, которые надежно хранились, пока клуб проходил реорганизацию. Они были установлены за пределами Риверсайд как новый вход, напоминающий о прошлом клуба.
В июле 2008 года, совет директоров Мидлсбро предоставил разрешение на планировочные работы по строительству ветряной турбины на участке стадиона, высотой 125 метров и производимой мощностью 3 мегаватта электричества. Турбина будет использоваться для питания стадиона, а избыток, продаваться Единой энергосистеме.

## Международные матчи
Как и его предшественник Эйрсом Парк, Риверсайд принимал международные матчи. Во время строительства нового стадиона «Уэмбли» сборная Англии совершила поездку по стране, играя на разных стадионах. Риверсайд был выбран на квалификационную игру к Чемпионату Европы 2004 года, против Словакии, которая состоялась 11 июня 2003 года. Англия выиграла встречу 2:1 благодаря двум забитым голам Майкла Оуэна после того, как Владимир Яночко вывел Словакию вперед.
| Дата            |        | Результат |             | Турнир                                                               |
| --------------- | ------ | --------- | ----------- | -------------------------------------------------------------------- |
| 31 августа 2000 | Англия | 6-1       | Грузия      | товарищеский до 21 года                                              |
| 4 сентября 2001 | Англия | 5-0       | Албания     | Чемпионат мира по футболу среди молодёжных команд 2002, квалификация |
| 11 июня 2003    | Англия | 2-1       | Словакия    | Чемпионат Европы по футболу 2004, квалификация                       |
| 7 августа 2004  | Англия | 3-1       | Украина     | товарищеский до 21 года                                              |
| 29 марта 2005   | Англия | 2-0       | Азербайджан | Чемпионат мира по футболу среди молодёжных команд 2007, квалификация |

## Средняя посещаемость
Английская Премьер-лига:
| Сезон   | Посещаемость |
| ------- | ------------ |
| 2002/03 | 31,025       |
| 2003/04 | 30,398       |
| 2004/05 | 32,012       |
| 2005/06 | 28,463       |
| 2006/07 | 26,092       |
| 2007/08 | 26,657       |
| 2008/09 | 28,428       |
| 2016/17 | 30,449       |

Чемпионшип:
| Сезон   | Посещаемость |
| ------- | ------------ |
| 2009/10 | 19,948       |
| 2010/11 | 16,312       |
| 2011/12 | 17,557       |
| 2012/13 | 16,794       |
| 2013/14 | 17,248       |
| 2014/15 | 20,133       |
| 2015/16 | 24,627       |